# Huriana Manuel
Huriana Roimata Manuel (Auckland, 8 agosto 1986) è una rugbista a 15 e allenatrice di rugby a 15 neozelandese, due volte campionessa mondiale con le Black Ferns.

## Biografia
Figlia di Liza Mihinui, una tra le prime Black Ferns negli anni novanta, costituisce la prima coppia genitore-figlio tutta al femminile ad avere militato nel rugby internazionale.
Prima di quattro fratelli, esordì a livello provinciale ad Auckland nel 2004, e un anno più tardi debuttò in nazionale; con tre presenze internazionali nel palmarès fu convocata per la Coppa del Mondo 2006 in Canada, al termine del quale la squadra si laureò campione.
Quattro anni più tardi fece parte della squadra che rivinse il mondiale in Inghilterra, e successivamente Manuel entrò nel programma olimpico della nazionale Sevens della quale fu nominata capitano, che passò attraverso alcune tappe di avvicinamento come il mondiale in Russia del 2013 che la Nuova Zelanda vinse battendo in finale il Canada 29-12.
Alla Coppa del Mondo 2014 in Francia perse l'occasione di vincere il terzo mondiale a XV consecutivo dopo una sconfitta delle Black Ferns contro l'Irlanda che compromise l'accesso alle semifinali; tornata nel circuito a VII, capitanò la selezione che disputò il torneo olimpico di Rio de Janeiro giungendo fino alla finale poi persa contro l'Australia.
Dal 2017 è sposata con il collega Derek Carpenter, già giocatore di Northland e all'epoca del matrimonio professionista in Giappone; al momento delle nozze Manuel annunciò di avere preso un anno di riposo dall'attività, al termine del quale si è trasferita ad Abiko, città dove si trova il club in cui milita suo marito e dove pratica la professione di allenatrice di rugby.

## Palmarès

### Rugby a 15
- Coppe del mondo: 2
Nuova Zelanda: 2006, 2010

### Rugby a 7
- Coppe del mondo a VII: 1
Nuova Zelanda: 2013